# 顧天寵
顧天寵（？—？），字元錫，别號炟吾，直隸蘇州府崑山县民籍。

## 生平
萬曆三十四年（1606年）丙午科應天鄉試舉人，四十四年（1616年）丙辰科會試第四十七名，殿試三甲一百三十五名進士，選取河南卢氏知县，四十八年調直隸遵化縣知縣。天啓三年（1623年）行取暂拟兵部武選司主事，五年補授兵部主事，丁憂歸。

## 家族
曾祖顾侯方，尚寶司卿。祖父顾謙亨，朝列大夫。父顾成宁，太学生。

## 引用
1. ↑  《萬曆四十四年丙辰科進士序齒録》：顾天宠，炟吾，易三房，辛巳十月初三日生。崑山县人，丙午四十一，会四十七，三甲一百一十五名。刑部政，授卢氏知县，庚申補遵化知县，癸亥行取，乙丑授兵部主事，丁憂。